# Megaselia belumensis
Megaselia belumensis är en tvåvingeart som beskrevs av Ronald Henry Lambert Disney 1995. Megaselia belumensis ingår i släktet Megaselia och familjen puckelflugor. Inga underarter finns listade i Catalogue of Life.